# Almo Pianetti
Almo Pianetti (San Giovanni Valdarno, 7 luglio 1895 – Terni, 4 novembre 1956) è stato un politico italiano, Podestà di Terni dal 1932 al 1940.

## Biografia
Laureato in ingegneria, di area liberale e successivamente esponente politico nel Partito Fascista, fu preside di scuola media superiore, particolarmente legato al mondo della scuola. Fu nel 1928 Direttore della Scuola d'Arti e Mestieri, fondata nel 1909 su iniziativa di Virgilio Alterocca d'accordo con il Municipio di Terni e sostenuta finanziariamente dalle industrie locali e dalla Cassa di Risparmio di Terni. Durante il periodo di cui fu preside, l'ingegner Almo Pianetti,  imprime alla scuola un deciso impulso, rinnovando gli impianti e le attrezzature. Passato alla politica alla fine degli anni venti,  a Terni, nell'agosto del 1932 in qualità di Podestà di Terni l'ingegner Almo Pianetti delibera di istituire, in via sperimentale, il primo corso superiore dell'Istituto Magistrale.
Sempre 1932 l'ingegner Pianetti, con il sostegno della Società Terni, si impegna per istituire un Istituto Tecnico Industriale per periti meccanici e metallurgici che inizia la sua attività nell'anno scolastico 1936-37 nella sede provvisoria presso la Scuola Tecnica, in viale Brin a Terni. Tra le numerose opere pubbliche realizzate nel periodo in cui fu podestà Almo Pianetti si ricorda la fontana di Piazza Tacito inaugurata dai critici d'arte Roberto Papini e Carlo Tridenti , costruita dal arch. Mario Ridolfi  , e nel 1933 e la sistemazione complessiva di Piazza Tacito.
Si ricorda inoltre il concorso nazionale per il nuovo piano regolatore di Terni, che fu vinto dal gruppo di progettazione Lattes–Staderini–Bravetti. Nel 1932 il podestà di Terni Almo Pianetti bandì il concorso nazionale per una nuova fontana monumentale da erigersi in Piazza Tacito, la costruzione di un nuovo acquedotto ed il risanamento di diversi quartieri Ternani (S.Agnese e S.Tommaso) ed opere di edilizia scolastica. L'amministrazione di Almo Pianetti si distinse tra quelle dell'epoca e fu "caratterizzata da oculatezza, efficienza ed onestà attenta ai vincoli di bilancio, al disopra delle diatribe interne al fascismo locale, volta a ridisegnare la fisionomia della città ed a risolverne i problemi più urgenti".